# Ducesa Elisabeta Alexandrine de Mecklenburg-Schwerin
Ducesa Elisabeta Alexandrine de Mecklenburg-Schwerin (10 august 1869 – 3 septembrie 1955) a fost fiica lui Frederic Francisc al II-lea, Mare Duce de Mecklenburg și a celei de-a treia soții, Marie de Schwarzburg-Rudolstadt. Prin căsătoria cu Frederic Augustus al II-lea ea a devenit mare ducesă consort de Oldenburg.

## Familie
Elisabeta a fost înrudită cu multe familii regale europene. Ea a fost primul copil al Frederic Francisc al II-lea, Mare Duce de Mecklenburg și a celei de-a treia soții, Marie de Schwarzburg-Rudolstadt. A fost sora mai mare a Prințului Hendrik al Țărilor de Jos (soțul reginei Wilhelmina a Țărilor de Jos) și deci mătușa reginei Iuliana a Țărilor de Jos. De asemenea, ea a fost sora vitregă mai mică a lui Frederic Francisc al III-lea, Mare Duce de Mecklenburg. Prin Frederic Francisc, ea a fost mătușa Alexandrinei, regină a Danemarcei și a Ceciliei, ultima Prințesă Moștenitoare a Germaniei.
Elisabeta a fost și sora vitregă a Mariei, Mare Ducesă a Rusiei, care a fost mama Marelui Duce Kiril Vladimirovici al Rusiei, pretendent la tronul Rusiei.
Bunicii paterni au fost Paul Friedrich, Mare Duce de Mecklenburg-Schwerin și Prințesa Alexandrine a Prusiei. Bunicii materni au fost Prințul Adolph de Schwarzburg-Rudolstadt și Prințesa Mathilde de Schonburg-Waldenburg.

## Căsătorie
La 24 octombrie 1896, Elisabeta s-a căsătorit cu Frederic Augustus, Mare Duce Ereditar de Oldenburg. Prima lui soție, Elisabeta Anna, murise cu un an mai înainte lăsându-l cu un singur copil în viață: Ducesa Sofia Charlotte de Oldenburg. Frederic Augustus avea nevoie de un moștenitor masculin. El i-a succedat tatălui său ca Mare Duce de Oldenburg în 1900, Elisabeta devenind Mare Ducesă consort de Oldenburg.
Elisabeta și Frederic au avut patru copii:
- Nikolaus, Mare Duce Ereditar (10 august 1897 - 3 aprilie 1970); s-a căsătorit cu Prințesa Elena de Waldeck și Pyrmont
- Ducesa Alexandrine (25 martie 1900 - 26 martie 1900)
- Ingeborg Alix, Prințesă Stephan de Schaumburg-Lippe (1901 - 1996); s-a căsătorit cu Prințul Stephan Alexander Victor de Schaumburg-Lippe
- Ducesa Altburg Marie Mathilde Olga (1903 - 2001); s-a căsătorit cu Josias, Prinț Ereditar de Waldeck și Pyrmont.

Frederic a fost forțat să abdice la sfârșitul Primului Război Mondial, când fostul Mare Ducat al Imperiului German a aderat la Republica germană post-război. El și familia sa au locuit la castelul Rastede. La un an după abdicare, el a cerut Dietei Oldenburg un venit anual de 150.000 de mărci spunând că starea sa financiară era "extrem de precară".
În 1931, Frederic a murit la Rastede. Elisabeta a murit la 3 septembrie 1955, după ce a fost văduvă timp de 24 de ani.